# Хоменко Яків Олексійович
Я́ків Олексі́йович Хоме́нко (1909, село Городище, тепер Дніпропетровської області — 1943, біля села Плесецьке Київської області) — український радянський комсомольський і партійний діяч. Член ЦК КП(б)У в 1940—1943 роках. Член нелегального ЦК КП(б)У в 1942—1943 роках. Член Організаційного бюро ЦК КП(б)У в травні 1940 — листопаді 1943 р.

## Біографія
Народився у селянській родині. Був слухачем робітничого факультету.
Член ВКП(б) з 1931 року.
До 1936 року служив у Робітничо-селянській Червоній армії.
З 1936 по грудень 1938 року — секретар Смілянського районного комітету КП(б)У Київської області; завідувач відділу пропаганди і агітації Київського обласного комітету КП(б)У.
З грудня 1938 по листопад 1943 року — 1-й секретар ЦК ЛКСМ України.
Учасник німецько-радянської війни. У листопаді 1943 загинув біля села Плесецьке на Київщині.

## Нагороди та відзнаки
- орден Трудового Червоного Прапора (7.02.1939)